# Speodesmus aquiliensis
Speodesmus aquiliensis är en mångfotingart som beskrevs av Shear 1984. Speodesmus aquiliensis ingår i släktet Speodesmus och familjen plattdubbelfotingar. Inga underarter finns listade i Catalogue of Life.